# Engre
Engre es una variedad cultivar de ciruelo (Prunus salicina), de las denominadas ciruelas japonesas (aunque las ciruelas japonesas en realidad se originaron en China, fueron llevadas a los EE. UU. a través de Japón en el siglo XIX).
Una variedad que fue mencionada por primera vez en 1890 en el catálogo de J. L, Normand, Marksville, Luisiana, y con toda probabilidad es una de sus numerosas importaciones de Japón.
Las frutas son de tamaño pequeño a medio, redondeadas, piel firme con un color rojo rosado oscuro, cubierto de pruina fina; puntos numerosos, conspicuos, y pulpa de color amarillenta, con textura tierna, fundente, y sabor dulce cerca de la superficie, pero agria al lado del hueso, pobre, mala calidad. Tolera las zonas de rusticidad según el departamento USDA, de nivel 5 a 9.

## Historia
La variedad de ciruela 'Engre', es una de las más tempranas de las ciruelas Prunus salicina (ciruelas denominadas japonesas) y aunque el sabor no es tan agradable como el de las mejores variedades de su especie, como 'Burbank' o 'Abundance', es mucho mejor que la Earliest of All, con la que compite en estación. Casi nada se sabe sobre la historia y el origen de 'Engre'. Fue mencionado por primera vez en 1890 en el catálogo de J. L, Normand, Marksville, Luisiana, y con toda probabilidad es una de sus numerosas importaciones de Japón. El origen del nombre no se conoce.
La ciruela 'Engre' está descrita por: 1. Normand Cat. 1891. 2. Kerr Cat. 1894-1900. 3. Cornell Sta. Bul. 175:131. 1899. 4. Tex. Sta. Bul. 32:488. 1899.

## Características
'Engre' es un árbol de tamaño mediano, vasiforme, de copa densa, productivo; ramas ligeramente espinosas, con numerosos espolones frutales, temporada de floración temprana; flores que aparecen con las hojas, mejora con buenos polinizadores tal como 'Golden Japan', 'Friar', 'Santa Rosa' y 'Laroda', que tiene un tiempo de floración que comienza a partir del 9 de abril con el 10% de floración, para el 18 de abril tiene una floración completa (80%), y para el 21 de abril tiene un 90% de caída de pétalos.
'Engre' tiene una talla de fruto de pequeño a medio, de forma redondeado, sutura ventral ancha, roma, poco profunda; epidermis tiene una piel firme astrigente, con un color rojo rosado oscuro, cubierto de pruina fina; puntos numerosos, conspicuos; pulpa de color amarillenta, con textura tierna, fundente, y sabor dulce cerca de la superficie, pero agria al lado del hueso, pobre, mala calidad.
Hueso adherida, de tamaño pequeño, redondeado ovalado, turgente.
Su tiempo de recogida de cosecha se inicia en su maduración muy temprano en la segunda decena de julio.

## Usos
Las ciruelas 'Engre' de no muy buena calidad, también son buenas en postres de cocina como tartas y pasteles, y se  utilizan comúnmente para hacer conservas y mermeladas.